# BMP-2
Il BMP-2 (in cirillico: БМП-2) è un veicolo cingolato da combattimento della fanteria, di fabbricazione sovietica, sviluppato negli anni settanta quale aggiornamento del BMP-1 ed entrato in servizio presso le forze armate sovietiche nel 1980.
Progettato per fornire supporto a mezzi corazzati e unità di fanteria in prima linea, il mezzo ha conosciuto uno strepitoso successo commerciale da attribuirsi tanto alla facilità d'uso quanto alla semplicità di manutenzione. Ha ricevuto il battesimo del fuoco nel corso della Guerra in Afghanistan condotta dalle forze sovietiche negli anni '80.
Impiegato presso le forze armate di numerose ex-repubbliche sovietiche, è diffuso nei continenti africano e  asiatico, e in particolar modo nella regione medio-orientale. Negli anni 2010 è stato visto in azione in vari teatri: guerra civile siriana, guerra civile nello Yemen e conflitto civile in Libia.
Costantemente aggiornato nel corso della propria vita operativa, la versione più recente è la BMP-2M Berezhok sviluppata per conto delle forze armate russe ed equipaggiata, oltre al consueto cannone da 30 mm, di 4 missili controcarro Kornet, visori notturni, armatura passiva, impianto di condizionamento dell'aria, propulsore e sospensioni di nuova produzione.

## Caratteristiche
Apparso nei primi anni ottanta, derivava strettamente dal precedente BMP-1. La principale modifica riguardava l'armamento in torretta e il numero di fucilieri trasportati, ridotti a sei. Completamente nuova è la torretta, molto più grande, biposto, fornita del nuovo cannoncino a tiro rapido da 30mm 2A42, a doppia alimentazione, con una cadenza massima di 300 colpi al minuto, in grado di impegnare bersagli fino a 4.000 metri di distanza, con un alzo da +60° a -5°, quindi in grado di ingaggiare bersagli anche a forti angoli d'elevazione, come avviene in ambito urbano e montano. Il sistema missilistico controcarro è il più moderno AT-4 Spigot, sempre filoguidato ma con sistema di guida semi-automatico, simile a quello di armi come il TOW e l'HOT occidentali. Molti esemplari sono dotati del più grande missile controcarro AT-5 Spandrel, con prestazioni superiori. Propulsore, organi di rotolamento e configurazione dello scafo sono rimasti quelli del predecessore, con tutte le limitazioni che ne derivano, per cui anche il BMP-2 è un mezzo da combattimento puro, e non esistono varianti per compiti particolari. L'unica variante conosciuta è quella con l'aggiunta di un lanciagranate automatico da 30mm AG-17, posto esternamente sul lato sinistro della torretta, su di un apposito braccio, con 300 colpi all'interno. Il BMP-2 è stato utilizzato in combattimento in Afghanistan, nella Prima e Seconda guerra del Golfo, nei vari conflitti nell'ex URSS come la Cecenia e in Angola. I limiti risiedono principalmente nella scarsa protezione, per cui i proiettili perforanti da 20mm non vengono bloccati nemmeno dalla piastra frontale. Il peso totale è sempre limitato, raggiungendo le 14,7t. Il mezzo è anfibio e può essere dotato di protezione reattiva francese SNPE, anche se in questo caso è pericoloso far operare fuori dal mezzo i soldati trasportati. Sono disponibili anche visori a intensificazione della luminosità e camera termica.

## Versioni
- BMP-2D: Con protezione aggiuntiva ma non anfibio.
- BMP-2E: Con protezioni sul treno di rotolamento spesse 6mm.
- BMP-2K: Versione posto comando.
- BMP-2M Berezhok: versione profondamente aggiornata dotata della nuova torretta Berezhok comprensiva di missili controcarro e visori panoramici diurni/notturni. Ordinata da Russia, è stata accettata in servizio attivo nel corso del 2020. Ordinata anche dall'Algeria.